# Welck (Adelsgeschlecht)

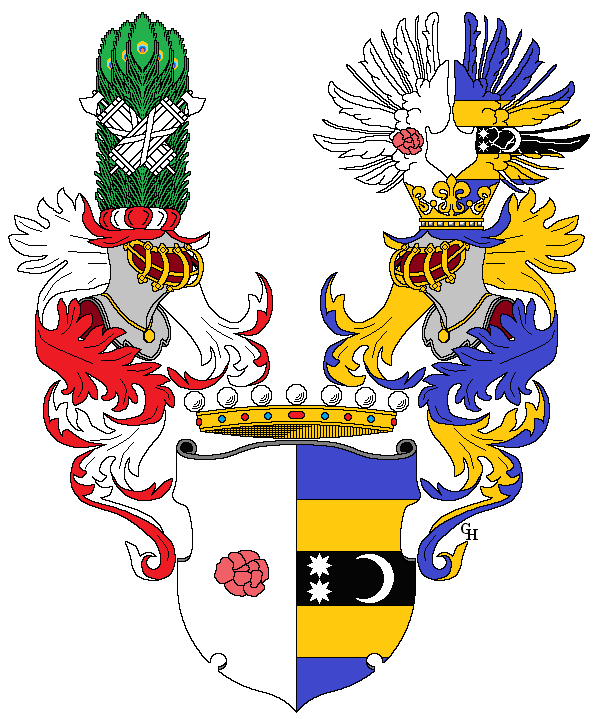
Das Wappen des freiherrlichen Zweigs der Familie von 1792.

Welck ist der Name eines sächsischen Adelsgeschlechts, das 1785 nobilitiert wurde.

## Geschichte
Die Familie erscheint 1503 mit Hans Welck als Bürger in Dresden. Die Brüder Karl und Rudolf wurden 1785 in den Reichsritterstand erhoben, Karl erhielt am 22. Juni 1792 vom Reichsvikar Kurfürst Friedrich August III. zusätzlich den erblichen Reichsfreiherrenstand.
Karls Sohn Robert begründete die verzweigte, noch heute blühende jüngere, Riesaer Linie. Sein Bruder Ludwig begründete die ältere, 1998 im Mannesstamme erloschene Oberrabensteiner Linie. Die von Rudolf begründete adelige Linie ist 1875 im Mannesstamme erloschen.
Für die Familie haben Oberrabenstein, Riesa, Friedrichshain bei Meißen und Radibor in Sachsen eine wichtige Rolle gespielt.
Seit 1891 gibt es einen Familienverband mit Sitz in Dresden.

## Wappen
Das Wappen des freiherrlichen Zweigs der Familie beschreibt der Freiherrenbrief von 1792 „als einen von oben herunter geteilten oder gespaltenen Schild, in dessen vordern, oder rechtem silbernen Felde eine volle Rose ohne Stiel, in ihrer natürlichen Gestalt und Farbe erscheint. Das hintere oder linke Feld ist in fünf gleiche Teile in die Quere also geteilt, dass der obere und untere Teil blau, der zweite und vierte golden, das mittlere aber schwarz ist, in welchem letzteren zwei silberne achteckige Sterne übereinander zur Rechten, zur Linken aber ein silberner halber Mond mit rechtsgekehrten Hörnern zu sehen ist.“

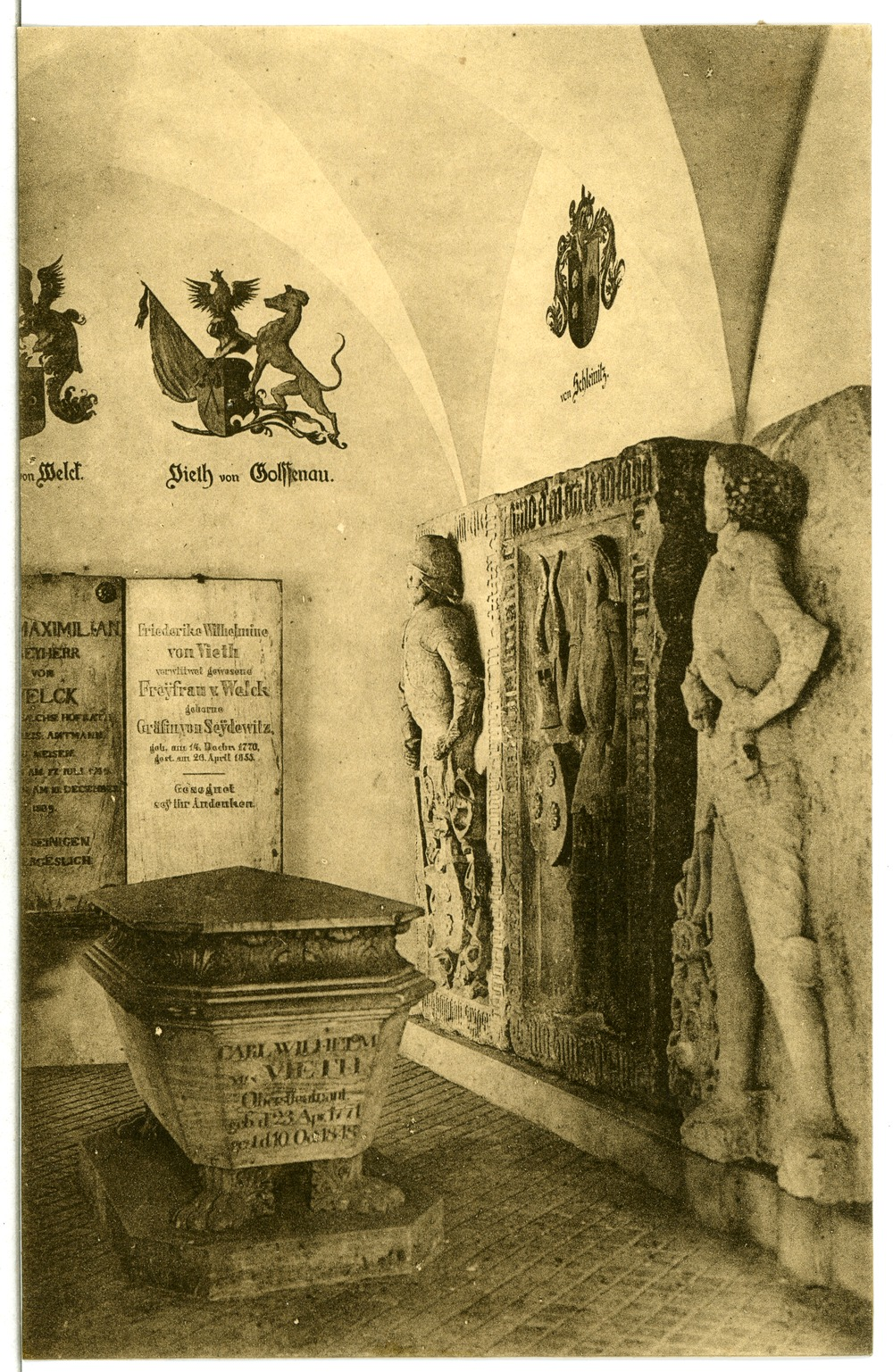
Welck Grabmal in den Kreuzgängen des Franziskaner-Klosters Meißen (1911)

## Persönlichkeiten
- Wolfgang Georg Welck (1703–1780), Reichsquartiermeister bei Wahl u. Krönung von Kaiser Karl VII. sowie dessen Nachfolger Franz Stephan, königlich polnischer und kursächsischer Hof- und Justizrat sowie sächsischer Oberpostamtsdirektor
- Leberecht Gotthelf Welck (1711–1784), Amtmann der Grafen zu Solms-Wildenfels
- Karl Freiherr von Welck (1743–1809), Kreisamtmann des Meißner Kreises u. kurfürstlich-sächsischer Hofrat
- Ludwig Freiherr von Welck auf Oberrabenstein (1773–1851), preuß. Offizier, Oberstleutnant u. Kommandeur d. Jägerdivision eines sächsischen Freicorps während d. Befreiungskriege u. sächs. Politiker
- Rudolf von Welck (1796–1875), sächsischer Amtshauptmann u. Politiker
- Curt Robert von Welck auf Riesa (1798–1866), sächsischer Amtshauptmann und Landtagsabgeordneter u. Sprecher d. konservativen Delegierten i. d. 1. Kammer des Sächsischen Landtags
- Heinrich Freiherr von Welck auf Riesa (* 27. Oktober 1827 in Meißen; † 30. Dezember 1908), Rittergutsbesitzer auf Riesa, Mitbegründer u. 1. Vorsitzender der Inneren Mission Sachsen
- Robert Freiherr von Welck (* 27. Februar 1828 in Oberrabenstein; † 22. Juli 1880 in Zittau), Flügel-Adjutant d. Kronprinzen u. späteren Königs Albert von Sachsen, Kommandeur d. Kgl. Sächsischen Kadettenanstalt
- Johann Georg Freiherr von Welck (1839–1912), sächsischer Amts- und Kreishauptmann
- Marie Freiin von Welck (* 4. März 1863 in Liebau (Sachsen); † 27. Juli 1948), Schriftstellerin
- Margarethe Freiin von Welck (* 2. Februar 1856 in Liebau; † 17. Dezember 1930 in München), heiratete den Maler Max Nonnenbruch
- Margarethe Freifrau von Welck, geb. von Erdmannsdorff (* 18. Oktober 1856 in Schönfeld; † 20. September 1933 in München), Stiftshochmeisterin des Welt (Frei)-adeligen Damenstifts Joachimstein
- Anna Freiin von Welck (1865–1925), Äbtissin des Klosters Drübeck in der Provinz Sachsen
- Alfred Freiherr von Welck (1866–1963),[2], Dechant (zuv. Domherr) d. Hochstiftes zu Meißen, kgl. sächs. Kammerherr, sächs. Geheimer Regierungs-Rat, Hauptmann d. R., Wohnsitz Schloss Radibor, i. Bes. s. Ehefrau Johanna Sahrer von Sahr-Radibor (1875–1956)
- Kurt Ernst Freiherr von Welck (1873–1944), Amtshauptmann
- Wolfgang Freiherr von Welck (1901–1973), Botschafter
- Anna-Marie Freiin von Welck (* 24. August 1905 in Pirk; † 18. Mai 1996 in Dießen), Schriftstellerin
- Karin Freifrau von Welck (* 1947), Kulturpolitikerin
- Georg Freiherr von Welck (* 1959), Vorsitzender Richter am Sächsischen Oberverwaltungsgericht

Der Familienname, einzelne Lebensumstände und Charakterzüge der Figur des Henri baron van der Welcke und seiner Frau Constanze in Louis Couperus’ Werk „De boeken der kleine zielen“ („Das Buch der kleinen Seelen“) ist durch Familienangehörige inspiriert. Eine um 1930 schriftstellerisch tätige Gertrud Freiin von Welck gab es dagegen nicht. Es gibt auch keine andere Familie, die den gleichen Namen trägt.

### Sekundärliteratur
- Georg Gotthelf Welck: Der Durchzug Salzburger Emigranten durch Meissen. Nach dem Berichte des Stadtschreibers Georg Gotthelf Welck. In: Mitteilungen des Vereins für Geschichte der Stadt Meißen. Band 1, Heft 2, 1883, S. 72–77.
- Alfred Leicht: Lebensläufe verdienter Meißner. 4. Der Stadtschreiber Georg Gotthelf Welck und Freiherr Carl Wolfgang Maximilian von Welck, Kreisamtmann zu Meißen. In: Mitteilungen des Vereins für Geschichte der Stadt Meißen. Band 3, 1894, S. 464–470.
- H. E. F. von Feilitzsch: Zur Familiengeschichte des Deutschen, insonderheit des Meissnischen Adels von 1570 bis ca. 1820. Starke, Großenhain, 1896, S. 347.
- Henrich Freiherr von Welck: Auszüge aus den Papieren eines Sachsen. In: Mitteilungen des Vereins für Geschichte der Stadt Meißen. Band 8, 1910/1913, S. 105–161.
- Andreas Hoffmann: Parteigänger im Vormärz, Weltanschauungsparteien im sächsischen Landtag 1833–1848, in: Studien und Schriften zur Geschichte der sächsischen Landtage, Band 4, Jan Thorbecke Verlag, Ostfildern 2019. ISBN 978-3-7995-8463-0.
- Andreas Thüsing: Sächsischer Adel in der Zeit des Nationalsozialismus, in: Martina Schattkowsky (Hrsg.): Adelige Lebenswelten in Sachsen, Kommentierte Bild- und Schriftquellen, Böhlau Verlag, Köln/Weimar/Wien 2013, S. 472–479. ISBN 978-3-412-20918-6.
- Stephan Freiherr von Welck: Heinrich Freiherr von Welck (1899–1945) und Johan van Regteren Altena (1899–1980). Eine deutsch-niederländische Freundschaft in politisch schwierigen Zeiten, in: Lars-Arne Dannenberg u. Matthias Donath (Hrsg.): Lebensbilder des sächsischen Adels III, Königsbrück 2018, S. 143–190.